# كأس اليونان 1981–82
كأس اليونان 1981–82 (باليونانية: Κύπελλο Ελλάδος ποδοσφαίρου ανδρών 1981-82)‏ هو الموسم 40 من كأس اليونان. أشرف على تنظيمه الاتحاد الإغريقي لكرة القدم، وكان عدد الأندية المشاركة فيه 58، وفاز فيه باناثينايكوس.